# Cyclisme aux Jeux africains de 2007
Navigation
2003 2011
Les compétitions de cyclisme aux Jeux africains de 2007 ont lieu en juillet 2007 à Alger en Algérie.

## Médaillés

### Hommes
| Épreuve                             | Or            | Argent             | Bronze              |
| ----------------------------------- | ------------- | ------------------ | ------------------- |
| Course en ligne                     | Daryl Impey   | Fregalsi Debesay   | Christopher Froome  |
| Course en ligne par équipes         | Érythrée      | Afrique du Sud     | Cameroun            |
| Course en ligne -23 ans             | Rafaâ Chtioui | Christopher Froome | Merhawi Gebrehiweta |
| Course en ligne -23 ans par équipes | Érythrée      | Cameroun           | Nigeria             |

### Femmes
| Épreuve                     | Or              | Argent                | Bronze         |
| --------------------------- | --------------- | --------------------- | -------------- |
| Course en ligne             | Yolandi du Toit | Marissa van der Merwe | Lynette Burger |
| Course en ligne par équipes | Afrique du Sud  | Nigeria               | Algérie        |

## Tableau des médailles
| Rang  | Nation         | Or | Argent | Bronze | Total |
| ----- | -------------- | -- | ------ | ------ | ----- |
| 1     | Afrique du Sud | 3  | 2      | 1      | 6     |
| 2     | Érythrée       | 2  | 1      | 1      | 4     |
| 3     | Tunisie        | 1  | 0      | 0      | 1     |
| 4     | Cameroun       | 0  | 1      | 1      | 2     |
| 4     | Kenya          | 0  | 1      | 1      | 2     |
| 4     | Nigeria        | 0  | 1      | 1      | 2     |
| 7     | Algérie        | 0  | 0      | 1      | 1     |
| Total | Total          | 6  | 6      | 6      | 18    |